# Panapakkam
Panapakkam là một thị xã panchayat của quận Vellore thuộc bang Tamil Nadu, Ấn Độ.

## Địa lý
Panapakkam có vị trí 12°55′B 79°35′Đ / 12,92°B 79,58°Đ Nó có độ cao trung bình là 110 mét (360 feet).

## Nhân khẩu
Theo điều tra dân số năm 2001 của Ấn Độ, Panapakkam có dân số 10.142 người. Phái nam chiếm 49% tổng số dân và phái nữ chiếm 51%. Panapakkam có tỷ lệ 66% biết đọc biết viết, cao hơn tỷ lệ trung bình toàn quốc là 59,5%: tỷ lệ cho phái nam là 75%, và tỷ lệ cho phái nữ là 57%. Tại Panapakkam, 12% dân số nhỏ hơn 6 tuổi.